# Joao Bussotti
Joao Capistrano Maria Bussotti Neves Junior (né le 10 mai 1993 à Maputo, Mozambique) est un athlète italien, spécialiste du demi-fond.

## Biographie
Il termine 4e lors des Championnats d'Europe espoirs d'athlétisme 2015.
Il termine 12e du 1 500 m lors des Championnats d'Europe d'athlétisme 2016. Le 3 juin, il porte son record sur cette distance à 3 min 37 s 12 à Marseille (stade Delort). Le 2 juillet 2017, il remporte le titre national à Trieste.